# 샤이앙비에르
샤이앙비에르(프랑스어: Chailly-en-Bière)는 프랑스 북중부 일드프랑스 지방의 센에마른 주에 있는 코뮌이다.
화가 클로드 모네와 프레데리크 바지유는 1865년에 함께 이곳에서 시간을 보냈으며, 바지유는 샤이앙비에르에서 그린 작품인 《임시 야전병원》에서 다리를 다친 모네를 그렸다.
장프랑수아 밀레의 《만종》의 배경에 샤이앙비에르 생폴 교회가 등장한다.

## 인구
| 연도        | 인구  | ±% p.a. |
| ----------- | ----- | ------- |
| 1968        | 1,040 | —       |
| 1975        | 1,315 | +3.41%  |
| 1982        | 1,757 | +4.23%  |
| 1990        | 2,029 | +1.82%  |
| 1999        | 2,129 | +0.54%  |
| 2007        | 2,144 | +0.09%  |
| 2012        | 1,951 | −1.87%  |
| 2017        | 2,037 | +0.87%  |
| 출처: INSEE |       |         |

이 지역의 주민들은 프랑스어로 샤요탱(Chaillotins)이라고 불린다.

## 갤러리

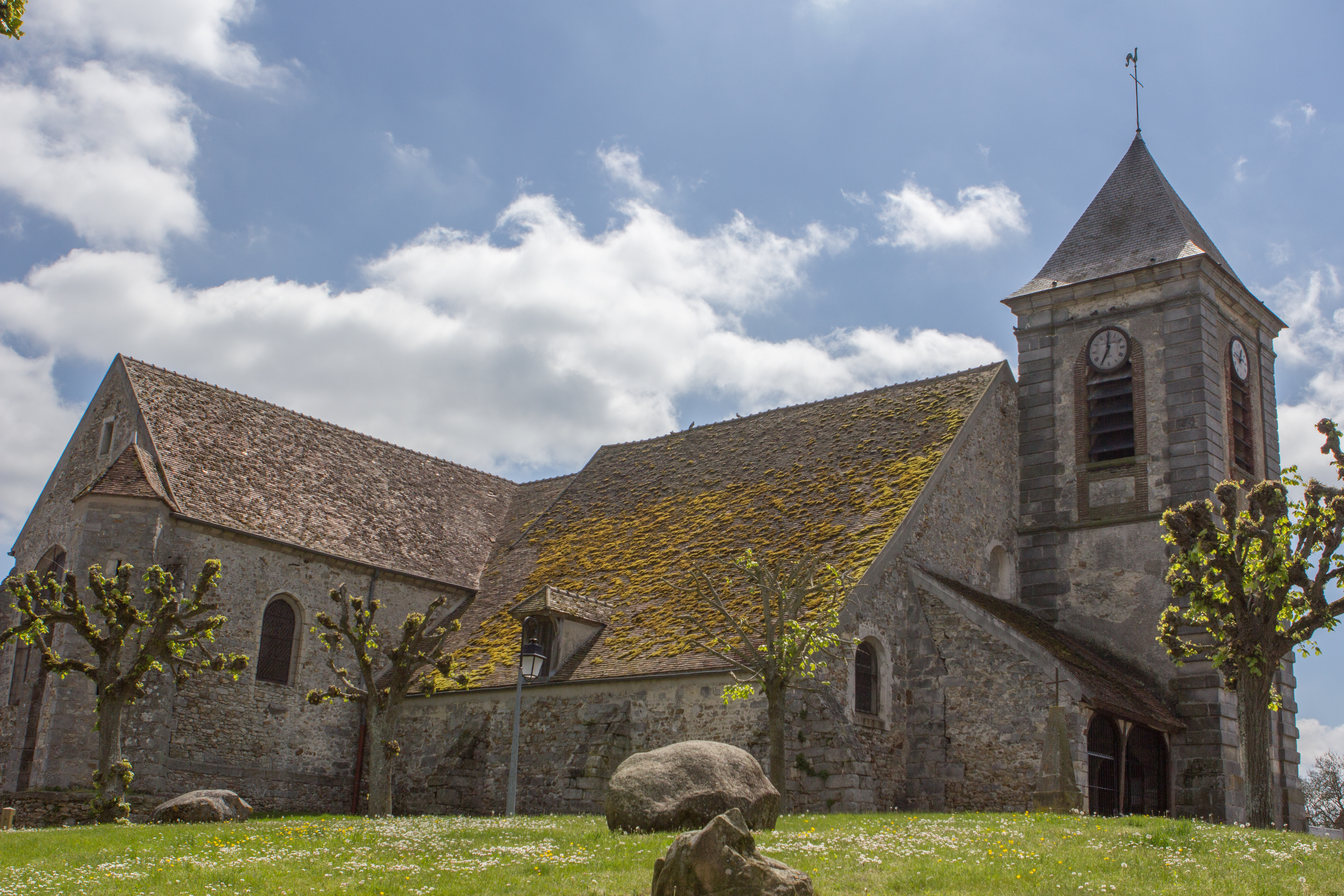
장프랑수아 밀레의 《만종》에 등장하는 샤이앙비에르 생폴 교회
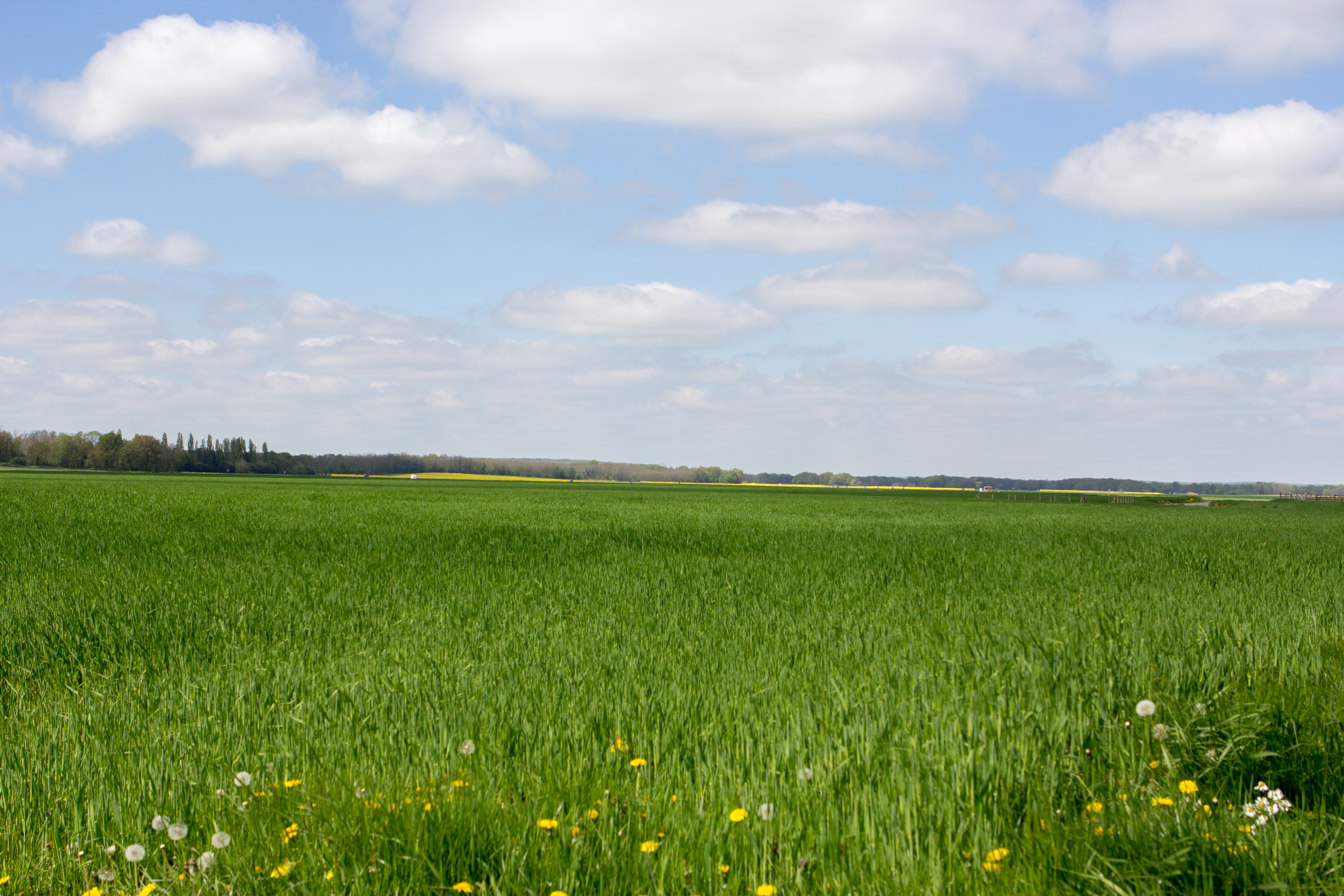
샤이앙비에르의 평원